# Списак српских презимена са наставком -ски или -цки или -чки или -шки
|  |  |  |  |  |  |  |  |  |  |  |  |  |  |  |  |  |  |  |  |  |  |  |  |  |  |  |  |  |  |

## А
- Ангеловски
- Ађански
- Азуцки
- Арадски
- Арађански
- Араницки
- Арацки
- Армацки
- Ачански

## Б
- Бабурски
- Бавански
- Бадрљички
- Бајски
- Бајшански
- Бакурски
- Бандобрански
- Банковачки
- Бановачки
- Барачки
- Батањски
- Батковски
- Бачвански
- Бегечки
- Белегишки
- Беложански
- Бељански
- Беодрански
- Берберски
- Беснички
- Бечејски
- Бештански
- Бикицки
- Бичански
- Бобоцки
- Богарошки
- Боговачки
- Бодрошки
- Борђошки
- Борзашки
- Борковачки
- Бороцки
- Ботошки
- Бочарски
- Бошњачки
- Брановачки
- Брдарски
- Брестовачки
- Брцански
- Бугарски
- Буквички
- Буковачки
- Букурецки

## В
- Варјашки
- Векецки
- Велићански
- Величковски
- Велицки
- Верначки
- Вечански
- Видицки
- Виловачки
- Виловски
- Вишацки
- Вишњички
- Влашки
- Војтешки
- Војтечки
- Врбашки
- Врељански
- Вртипрашки
- Вртунски
- Вукоњански
- Вулеташки
- Вучковачки

## Г
- Гавански
- Гађански
- Гајдобрански
- Гајицки
- Гардиновачки
- Главашки
- Гладински
- Гложански
- Гољевачки
- Госпођиначки
- Гостушки
- Грабовачки
- Градински
- Грађански
- Грнчарски
- Грубачки
- Грујански
- Грујички
- Гуцунски

Шаблон:Gučinski

## Д
- Дебељачки
- Девечерски
- Деђански
- Дечански
- Дињашки
- Добановачки
- Добрички
- Добровоцки
- Довијарски
- Доловачки
- Домонски
- Дормошки
- Дороњски
- Дорословачки
- Дорошки
- Драговачки
- Драчански
- Дрндарски
- Дугачки
- Дудварски
- Дунђерски

## Ђ
- Ђаковачки
- Ђурђевачки
- Ђуровски

## Е
- Еделински
- Ердевички
- Ерски
- Етински

## Ж
- Жарковачки
- Жељски
- Жупунски

## З
- Заблаћански
- Зарупски
- Земунски
- Зеремски

## И
- Иђушки

## Ј
- Јадрански
- Јакимовски
- Јаковачки
- Јаницки
- Јарковачки
- Јегарски
- Јегрешки
- Јелицки
- Јепурски
- Јечански
- Јовицки

## К
- Калишки
- Калуђерски
- Каначки
- Капларски
- Катански
- Каћански
- Кашански
- Кељачки
- Кендерешки
- Кенешки
- Керечки
- Кешански
- Киждобрански
- Кирћански
- Киселички
- Киурски
- Кишдобрански
- Кобиљски
- Ковачки
- Козарски
- Козловачки
- Коички
- Коларски
- Комарнички
- Комленски
- Комлушки
- Краварски
- Краљевачки
- Крнајски
- Крњајски
- Крњачки
- Кршљански
- Кулачки
- Куљански
- Купрешки
- Курјачки
- Куручки
- Кусицки
- Кутрички
- Кућански
- Куцурски

## Л
- Лазански
- Лазички
- Ланчушки
- Лаћарачки
- Лачански
- Лињачки
- Ловренски
- Лончарски
- Лугомерски
- Лугумерски
- Лудошки
- Лујански

## М
- Мавренски
- Мајински
- Малагурски
- Малбашки
- Малеташки
- Малогајски
- Марицки
- Марјански
- Мартицки
- Мартоношки
- Матицки
- Мачвански
- Мачкашки
- Месарошки
- Месицки
- Микалачки
- Миладински
- Милеташки
- Милетицки
- Милински
- Миљански
- Миолски
- Мирицки
- Мицковски
- Модошки
- Момирски
- Мортвански
- Мостарски
- Мошорински
- Мрђеновачки
- Мрковачки
- Мудрински
- Мургашки
- Мушицки
- Мушурински

## Н
- Надашки
- Надлачки
- Надошки
- Надрљански
- Недомачки
- Новосељачки

## О
- Обрешки
- Обровачки
- Обућински
- Одровачки
- Оковацки
- Олушки
- Оролицки
- Осећански

## П
- Падејски
- Пазарски
- Пајдачки
- Пакашки
- Паланачки
- Палишашки
- Пандурски
- Панчевачки
- Парабуцки
- Парожански
- Парошки
- Пасторначки
- Пачански
- Пејачки
- Петљански
- Петровачки
- Пецарски
- Пецињачки
- Пиварски
- Пивнички
- Пиперски
- Пирошевачки
- Пирошки
- Плавански
- Пољански
- Пољачки
- Поморишки
- Поповицки
- Поучки
- Прапорски
- Првачки
- Прекајски
- Придрашки
- Пркосовачки
- Пулиграчки

## Р
- Радловачки
- Радоички
- Радулашки
- Радушки
- Раицки
- Раушки
- Рашајски
- Репарски
- Решћански
- Риђички
- Ристовски
- Ритопечки
- Рогожарски
- Руднички
- Румљански
- Руски
- Рутоњски

## С
- Сакулски
- Салашки
- Сегедински
- Секицки
- Селачки
- Сенћански
- Сечански
- Сечујски
- Сивачки
- Силашки
- Силбашки
- Сириџански
- Сиришки
- Скандарски
- Сламарски
- Смиљански
- Смоленски
- Смољански
- Совачки
- Сокољански
- Сомборски
- Сремачки
- Стапарски
- Стојчевски
- Страценски
- Суботички
- Сударски
- Сурдучки
- Сурчински

## Т
- Табачки
- Тапавички
- Татарски
- Текијашки
- Телечки
- Темерински
- Тителски
- Толиначки
- Толицки
- Топалски
- Тополовачки
- Торачки
- Торђански
- Торњански
- Трајковски
- Трифуновски
- Турински
- Турски

## Ћ
- Ћириковачки

## У
- Удицки
- Удовички
- Уљмански

## Ф
- Фирићански
- Фољански
- Француски
- Футошки

## Х
- Хрњачки

## Ц
- Цветуљски
- Црепајски
- Црнојачки
- Црносељански
- Црњански

## Ч
- Чавошки
- Черевицки
- Чичовачки
- Чобански
- Чонградски
- Чортановачки
- Чурушки

## Џ
- Џигурски
- Џајски

## Ш
- Шалиначки
- Шапоњски
- Шарчански
- Шаршански
- Шегуљски
- Шивољицки
- Шиђански
- Шијачки
- Шимуновачки
- Шљивовачки
- Шовљански
- Шокловачки
- Штрбачки
- Шубарички
- Шувачки
- Шумански